# Sandra Johnston

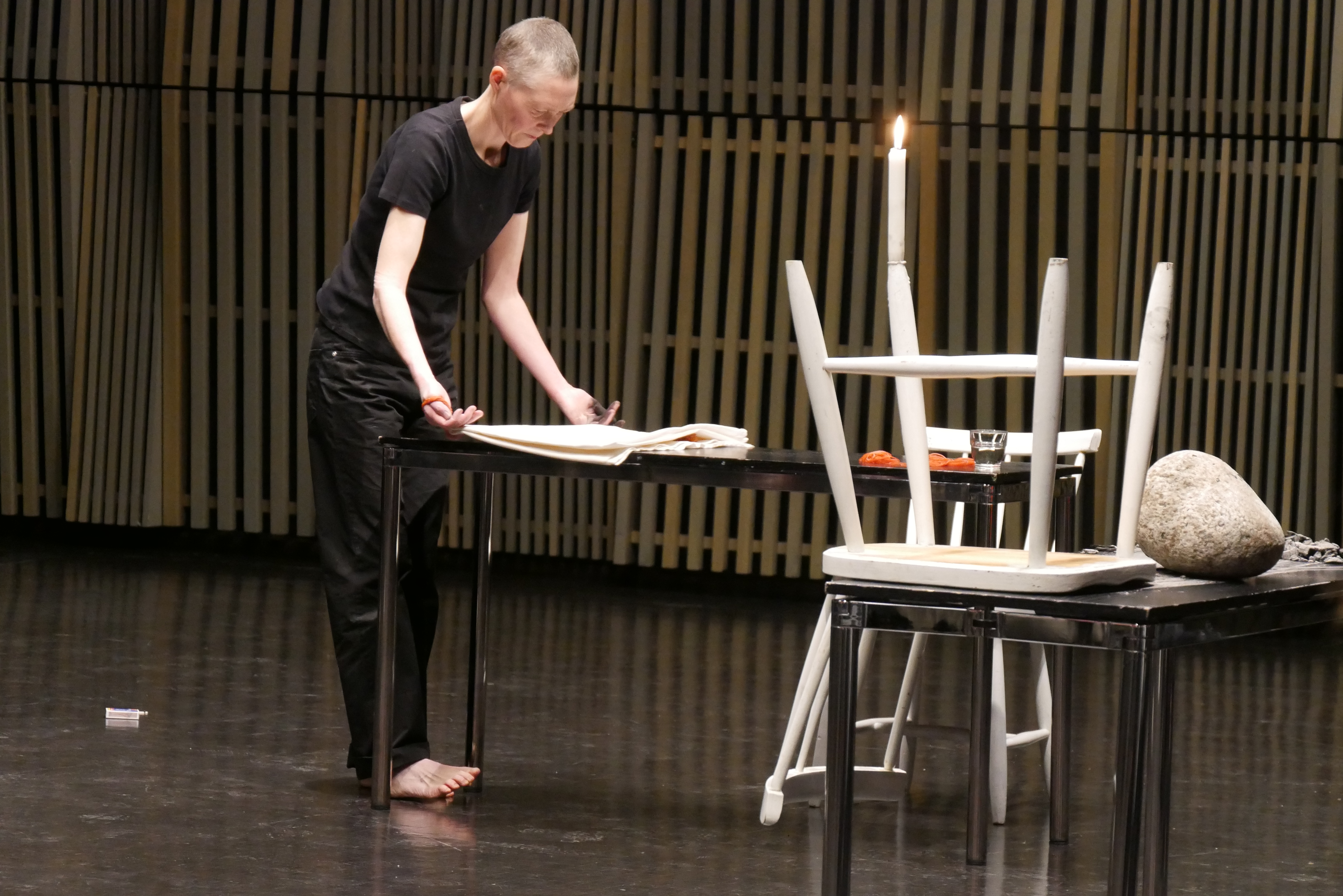
Sandra Johnston, 2019

Sandra Johnston (* 1968 in Nordirland) ist eine bildende Künstlerin mit Schwerpunkt Performancekunst.

## Leben
Heute lebt und unterrichtet sie im Vereinigten Königreich. In ihrer künstlerischen Arbeit untersucht sie mit Hilfe ortsspezifischer Performance, Installation, Zeichnung und Text die Nachwirkungen von Traumata und, damit im Zusammenhang, die Rolle von Gedächtnis, Zeugnis (live testimony) und Empathie. Seit 1992 ist sie international tätig.
Johnston hatte mehrere Lehr- und Forschungsstellen inne, darunter 2002 ein AHRC Research Fellowship an der University of Ulster, Belfast, 2007 die Gastprofessur "Ré Soupault" an der Bauhaus-Universität, Weimar, und derzeit ist sie Kursleiterin des BxNU Master of Fine Art (MFA) an der Northumbria University, England. Im Jahr 2013 veröffentlichte Johnston ein PhD-Forschungsprojekt mit dem Titel Beyond Reasonable Doubt: An Investigation into Concepts of Doubt, Risk and Testimony Explored Through Consideration of Performance Art Processes in Relation to Systems of Legal Justice.
Häufig entsteht ihre Arbeit durch intensive Zusammenarbeit (u. a. mit Alastair MacLennan und Dominic Thorpe), und dieses Interesse an kollektiver Kreativität erstreckt sich nach außen bis hin zu einer langfristigen Beteiligung an der Entwicklung internationaler Performancekunst-Netzwerke. So ist sie ist Mitbegründerin verschiedener Künstler-Kollektive in Belfast, nämlich:
- Catalyst Arts
- BBeyond
- Agency

## Schaffen
Jede Arbeit entsteht aus der sorgfältigen Beobachtung der Spannungen zwischen der Geschichte der Orte, die im Dialog mit der Lebendigkeit und dem Beharren auf dem vergehenden Moment stehen. Die Arbeit basiert stark auf der Erforschung von Improvisation als spezielle Form der Kommunikation, die sowohl evokativ als auch überzeugend Ideen durch nonverbale Wahrnehmungen vermitteln kann. Gesten werden als "provisorisches Verhalten" angeboten, welche als irrationale, unvollständige und veränderliche Begegnungen existieren, die nur in Momenten enger Verbindung zwischen Künstlerin und Publikum realisiert werden können.
Johnstons Kunstwerke erforschen Strategien der Ambiguität, Gegenerzählungen und Marginalität durch Aktionen, die eine zurückhaltende Befragung des Ortes der Objekte und des Ortes einer Person in der Welt mit sich bringen. Ihre Kunstwerke zielen darauf ab, das Durchlässige, das Konkrete, das Definierte und das Spektrale zu navigieren. Ein konsistentes Merkmal von Johnstons Performancearbeit ist die Verwendung von verfügbaren oder weggeworfenen Materialien, die direkt am Ort der Aktionen gefunden wurden. Alltägliche oder nicht-geschätzte Objekte werden über die künstlerische Arbeit angeeignet und transformiert. Ihre Besonderheit wird respektiert, durch die Berührung werden Empfindungen und Erinnerungen hervorgerufen.
Schwerpunkte in ihrer Arbeit sind u. a. „umkämpfte Räume“ und „Trauma von Orten“. Dabei untersucht sie, wie Aspekte des kollektiven Gedächtnisses, die mit bestimmten Orten verbunden sind, nach gewalttätigen Ereignissen verändert werden können, indem Schichten der Stigmatisierung oder umgekehrt, der Erinnerung geschaffen werden. 2009–2012 führte sie diese Forschung im Rahmen ihrer Promotion fort, in der sie Performance-Kunstprozesse in Bezug setzte zu dem System der Rechtsprechung.

## Ausstellungen, Performances (Auswahl)
Quelle:
- 1993 Mitbegründerin von Catalyst Arts, Belfast
- 1994 wurde sie zu den Irish Days 2 eingeladen, einer Tournee irischer Künstler nach Berlin und Polen
- 1996 eine Reihe von privaten Spaziergängen
- 1998 eine Auftragsarbeit für das Project Art Centre, Performance im Ormand Hotel, Dublin
- 1999 Gaining Distance, Arthouse, Dublin
- 2001 Zusammenarbeit mit Pauline Cummins und Frances Mezetti, Appearances Project
- 2012 Sandra Johnston: The Shadow of a Doubt, 13. Dezember 2012 – 2. Februar 2013, The Golden Thread Gallery[6]
- 2014 II. Venice International Performance Art Week[7]
- 2025 ZusammenKunst, Kunsthalle Lindenthal, Köln